# Гогунов, Иван Семёнович
Иван Семёнович Гогунов (15 сентября 1900 года, с. Красно, Муромский уезд, Нижегородская губерния — 2 апреля 1976 года, Киев) — советский военный деятель, генерал-майор (3 июня 1944 года).

## Начальная биография
Иван Семёнович Гогунов родился 15 сентября 1900 года в селе Красно ныне Вачского района Нижегородской области.

## Военная служба

### Гражданская война
24 июня 1919 года призван в ряды РККА и направлен в команду связи в составе 7-го запасного полка, дислоцированного в Костроме, а в августе переведён в Костромской территориальный полк. 5 декабря того же года направлен на учёбу на Костромские пехотные курсы комсостава, в составе которых 9 августа 1920 года направлен на Южный фронт и по прибытии были включены в 4-й полк 2-й Московской бригады курсантов, после чего И. С. Гогунов курсантом и командиром отделения этого полка принимал участие в боевых действиях против войск под командованием П. Н. Врангеля на Кубани. В ноябре в Армавире окончил курсы и направлен командиром взвода в запасной полк, дислоцированный на промыслах Сабунчи (Азербайджан), однако в том же месяце переведён в 5-ю роту в составе 245-го стрелкового полка (28-я стрелковая дивизия, 11-я армия). В бою в районе аула Коколос (Ленкоранский уезд, Бакинская губерния) 17 декабря был ранен, после чего лечился в госпитале. После выздоровления в апреле 1921 года зачислен в резерв Кавказского фронта и в июне направлен в штаб помощника главкома по Сибири в Новосибирске, где назначен на должность командира взвода в составе 145-й отдельной стрелковой бригады.

### Межвоенное время
В ноябре 1921 года направлен на учёбу в Высшую военную школу Сибири в Омске, которая через год была расформирована, а И. С. Гогунов в январе 1923 года направлен в 14-й отдельный батальон особого назначения (Ново-Никольский штаб ЧОН), дилоцированный в Каргате, где служил на должностях командира взвода, помощника командира и командира роты, с ноября 1924 года — на должностях инструктора и старшего инструктора вневойсковой подготовки в Карагатском уездном военкомате, а с ноября 1925 года — в Каменском уездном военкомате.
В сентябре 1927 года направлен на учёбу на Иркутские повторные курсы среднего начсостава, после окончания которых в июле 1928 года направлен в 62-й стрелковый полк (21-я стрелковая дивизия, Сибирский военный округ), где служил на должностях помощника командира роты, политрука роты, командира роты, помощника начальника штаба и начальника штаба полка. В ноябре 1933 года переведён в 6-й отдел штаба ОКДВА, где служил помощником начальника 1-го сектора, помощником начальника отдела и начальником 1-го отделения, а с марта 1936 года — начальником отдела.
В мае 1936 года направлен на учёбу в Военную академию имени М. В. Фрунзе, после окончания которой в марте 1939 года назначен на должность начальника штаба 96-й стрелковой дивизии, а в марте 1940 года — на должность начальника Черкасского военного пехотного училища.

### Великая Отечественная война
14 июля 1941 года полковник И. С. Гогунов назначен на должность командира 311-й стрелковой дивизии, формировавшейся в Кирове (Уральский военный округ). После завершения формирования в период с 11 по 15 августа она передислоцирована в район станции Чудово (Октябрьская железная дорога), где вела неудачные боевые действия, в результате чего И. С. Гогунов 21 августа был снят с занимаемой должности и назначен командиром 1062-го стрелкового полка в составе 281-й стрелковой дивизии, ведшей оборонительные боевые действия на ораниенбаумском плацдарме. В бою в районе деревни Пески 22 сентября полковник И. С. Гогунов был тяжело ранен, после чего лечился в госпитале.
После выздоровления в апреле 1942 года назначен на должность начальника Саратовского военного пехотного училища, на которой находился до конца войны.

### Послевоенная карьера

Могила Гогунова на Лукьяновском военном кладбище Киева.

После окончания войны находился на прежней должности.
17 декабря 1945 года отозван в распоряжение Главного управления кадров НКО и в марте 1946 года направлен в распоряжение Главноначальствующего Советской военной администрации в Германии, где 15 апреля того же года назначен на должность начальника Управления и военного коменданта округа Мерзербург, в декабре — на должность начальника отдела комендантской службы Федеральной земли Саксония, 8 декабря 1948 года — на должность начальника военного отдела и заместителя начальника штаба, а в июле 1949 года — на должность начальника штаба Управления Советской военной администрации земли Саксония.
С марта 1950 года находился в распоряжении Главного управления кадров и в мае того же года назначен начальником Шуйского пехотного училища, а в марте 1951 года — начальником Киевского пехотного училища имени Рабочих Красного Замоскворечья.
Генерал-майор Иван Семёнович Гогунов 22 февраля 1955 года вышел в запас. Умер 2 апреля 1976 года в Киеве. Похоронен на Лукьяновском военном кладбище города.

## Награды
- Орден Ленина (21.02.1945);
- Два ордена Красного Знамени (03.11.1944, 15.11.1950);
- Орден Отечественной войны 1 степени (22.02.1944);
- Медали[2].